# Низёва
Низёва, Низьма — река в России, протекает по Усть-Цилемскому району Республики Коми. Правый приток Печоры.
Река Низёва течёт по елово-берёзовым лесам. Устье реки находится в 386 км по правому берегу реки Печоры. Длина реки составляет 98 км, площадь водосборного бассейна 857 км².
Система водного объекта: Печора → Баренцево море.

## Притоки (км от устья)
- 1 км: река без названия
- 13 км: река Устьянка
- 24 км: река Задворная
- 34 км: река Северная
- 59 км: река Стрелин
- 62 км: река Голый

## Данные водного реестра
По данным государственного водного реестра России относится к Двинско-Печорскому бассейновому округу, водохозяйственный участок реки — Печора от водомерного поста Усть-Цильма и до устья, речной подбассейн реки — бассейны притоков Печоры ниже впадения Усы. Речной бассейн реки — Печора.
Код объекта в государственном водном реестре — 03050300212103000080628.